# Llac Saint Mary (Montana)
Saint Mary Lake (llac de Santa Maria) és el segon llac més gran del Parc Nacional de les Glaceres (Estats Units) a l'estat de Montana.
El llac es troba al costat est del parc i la carretera Going-to-the-Sun és paral·lela al llac al llarg de la seva riba nord. Amb una altitud de 1,367 m, les aigües del llac són més fredes que les del Llac McDonald, el llac més gran del parc que es troba 460 m més avall al costat oest de la divisòria continental nord-americana. En aquesta zona, les Grans Planes acaben i les muntanyes Rocoses comencen amb un canvi d'altitud sobtat de 1,500 m, amb la muntanya Little Chief fent-ne de barrera al flanc del sud al final oest del llac.
El llac fa 15.9 km i 91 m de fondària amb una superfície de 15.88 km². Les aigües del llac rarament passen del 10° C i acullen diverses espècies de truita. Durant l'hivern, el llac és sovint completament glaçat amb una capa de gel de fins a 1.2 m de gruix.
L'escena inicial del film The Shining d'Stanley Kubrick del 1980 fou filmada al llac.
L'Illa Wild Goose es troba a 4.3 m per sobre del llac. Tot i que l'illa és minúscula comparada amb el llac i les muntanyes circumdants, és una de les ubicacions més sovint fotografiades de la carretera Going-to-the-Sun.

## Galeria

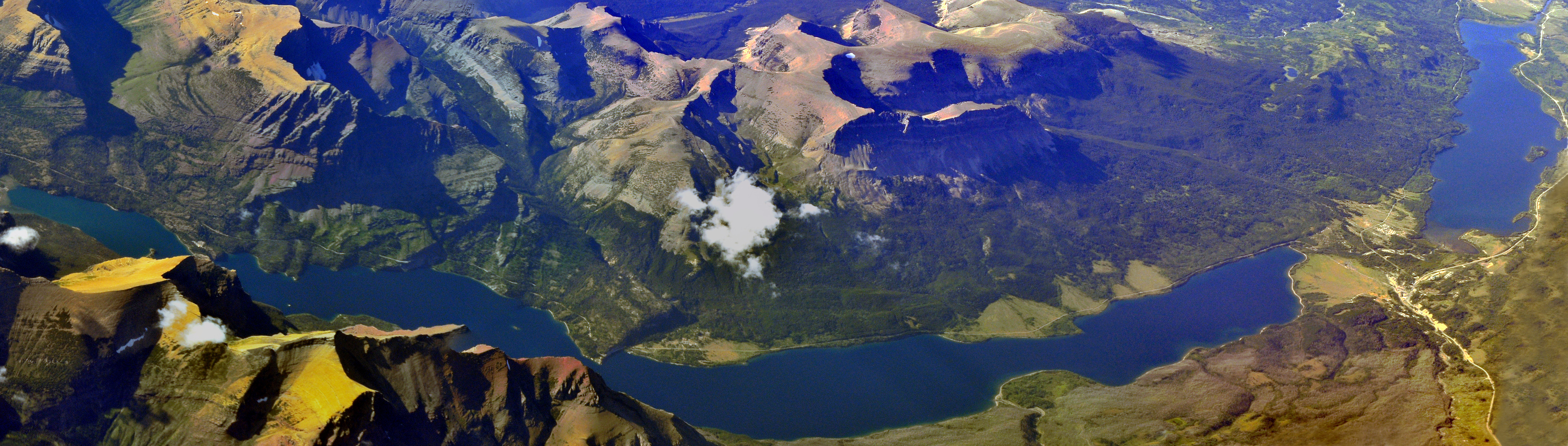
Panorama aeri
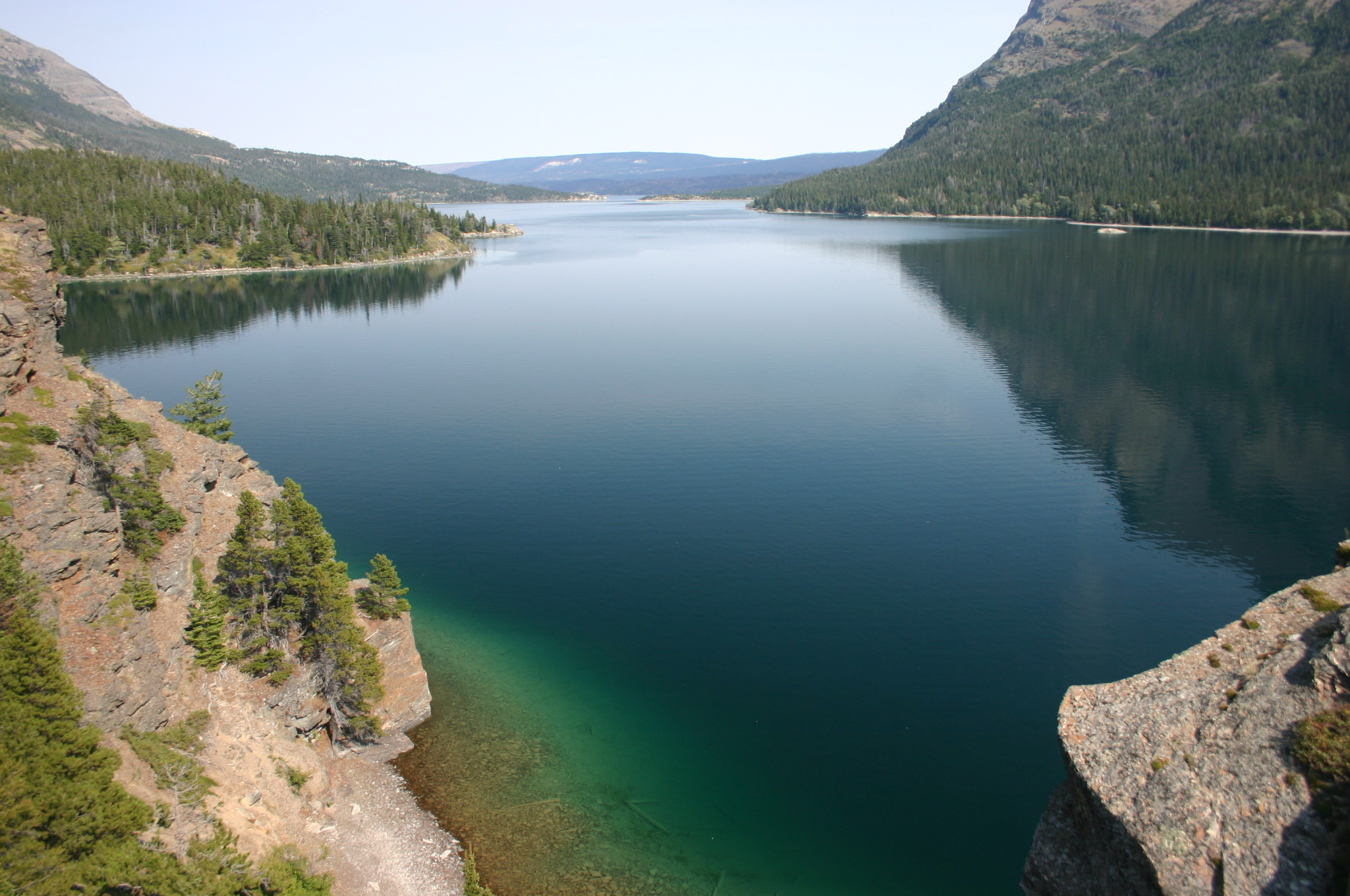
Vista del llac des del Sun Point
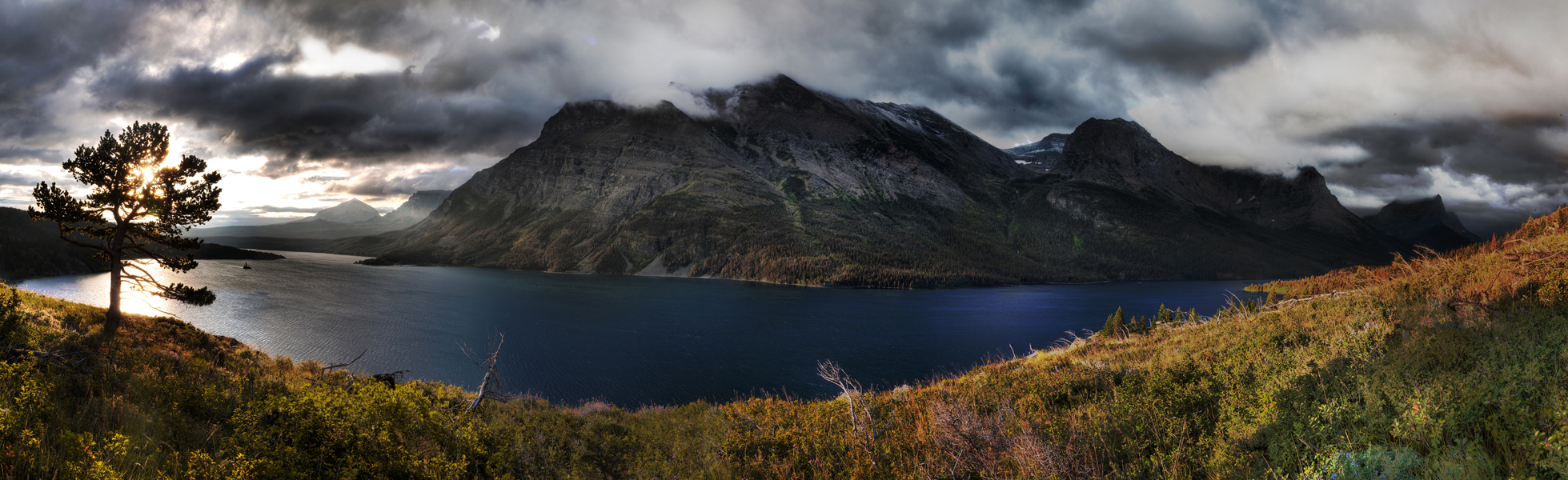
Panorama de la riba del llac